# 萩原遼
萩原 遼（はぎわら りょう、1937年（昭和12年）2月3日 - 2017年（平成29年）12月22日）は、日本のノンフィクション作家、フリーランス・ジャーナリスト。元赤旗記者。本名：坂本 孝夫（さかもと たかお）。別のペンネームとして、渋谷 仙太郎（しぶや せんたろう）と井出 愚樹（いで ぐじゅ）を用いた。
北朝鮮に関する多くの著作や翻訳がある。日本共産党の永年党員（党員歴30年以上）であったが、除籍された（後述）。

## 略歴
高知県高知市出身。立命館大学名誉教授で元『上方芸能』編集長の木津川計（坂本凡夫）は実兄。日本共産党大阪府羽曳野市元市議団長を務めた杉山弥生は実妹。
17歳の時に経済的理由から地元の高校を中退して上阪。住み込みの牛乳配達などをし、その後大阪府立天王寺高等学校定時制に編入。そのとき同級生となった在日朝鮮人（尹元一：済州島出身で朝鮮戦争の難民として日本に密航）と意気投合し、それ以降どっぷり朝鮮半島と朝鮮語にのめりこんでいく。父親などの影響もあり、18歳の時に日本共産党に入党。1963年、26歳の時大阪外国語大学に新設された朝鮮語学科に第一期生として入学。大学卒業後、共産党の招請により『赤旗』（現「しんぶん赤旗」）記者となり、平壌特派員として勤務。平壌赴任［1972年（昭和47年）5月23日］後に、在日朝鮮人の帰還事業によって北朝鮮に帰った親友・尹元一を捜し回ったことが原因で、北朝鮮からスパイ容疑で国外追放［1973年（昭和48年）4月17日］となり、日本に送還される。
以後、『赤旗』外信部で勤務するも、本人によれば、日本共産党指導部の路線と合わなくなり、説明もなく赤旗記者を解任される。これを機に1988年（平成元年）12月に、「赤旗」を退職しフリーとなる。すぐに『ソウルと平壌』を上梓した。その後、1989年12月から約3年間渡米し、ワシントンの国立公文書館で朝鮮戦争と北朝鮮史の調査研究に没頭し、『朝鮮戦争　金日成とマッカーサーの陰謀』（文芸春秋）を書き上げる。
1994年（平成6年）2月、在日朝鮮人の帰還事業によって日本から北朝鮮に帰国した10万人の在日朝鮮・韓国人とその日本人の配偶者の現状を救おうと、小川晴久東京大学名誉教授、金民柱元朝鮮総連幹部らとともに北朝鮮帰国者の生命 (いのち) と人権を守る会を結成した。1999年には『北朝鮮に消えた友と私の物語』で第30回大宅壮一ノンフィクション賞を受賞。
2005年（平成17年）に日本共産党のトップである不破哲三が朝鮮総連創設50周年記念祝賀会で祝賀の挨拶や朝鮮総連を褒め称えたことに対して、萩原は元党員や脱北者らなど朝鮮総連の罪への日本共産党の反省がないことへの批判に抗議のビラを撒いた。『「赤旗」退職後から元赤旗特派員”の肩書きで共産党を繰り返し誹謗したという理由で、党規違反』との名目で除籍された。萩原は著書などで金正日政権と日本共産党の関係を批判する等していたため北朝鮮拉致事件が話題を集め東京都議会議員選挙目前のタイミングでの除籍は物議をかもした。萩原は「不当な除籍であり、取り消しをもとめていく」として批判している。
2010年（平成22年）、「星へのあゆみ出版」から、朝鮮学校（高級学校と中級学校）で使われている歴史教科書の日本語訳を出版。朝鮮学校を「虚偽を教育の柱としている機関」「教育に政治を持ち込んでいるのは朝鮮総連」と批判して金一族の手足となる洗脳機関と化して日本に対立を持ち込んでいる組織だとして批判している。金一族を擁護させる民族主義な在日を育成するためにある朝鮮学校を暴力洗脳組織だと告発する在日朝鮮人らと日本の公費助成に反対している。
2014年に朝鮮総連と闘うための雑誌として「拉致と真実」を発刊。2015年6月には「朝鮮総連本部をさら地にする会」を結成し代表に就任した。
2017年12月22日、心不全のため東京都港区の自宅・事務所で死去。80歳没。

### 著書『朝鮮戦争 金日成とマッカーサーの陰謀』
渡米した際、米国公文書館の資料（朝鮮戦争のとき、米軍が没収した朝鮮労働党と朝鮮人民軍などの資料）を3年かけて調査し、『朝鮮戦争 金日成とマッカーサーの陰謀』を著した。同書で、朝鮮戦争が北から仕掛けたことを明らかにした。
- 佐々木春隆（防衛大学校教授）は、「厖大な北の内部資料駆使されてのわが国初めての偉大なる大傑作に最高の敬意を表します。北の文献によって北の行動を証明されたのは初めてですし、関心をもつものの長年に亘る希望を叶えて下さったからです」と評した[11]。
- 小此木政夫は、「本書の圧巻は戦争が準備され、開始されるまでを描写した第5章から9章である。たとえば第5章の『戦争準備』では、国共内戦に参加した中国在住の朝鮮人部隊（3個師団）が帰国し、朝鮮人民軍の主力部隊として再編される模様が追跡されている。毛沢東、朱徳、林彪らは、この部隊が何に使われるを明確に認識していた。ソ連だけでなく、中国も戦争の共犯者だったのである。また第6章では、南進の前段階が38度線近くでの『夏期戦闘文化訓練』として整えられ、兵士と砲弾が次々と南に移動していく様子が描き出されている。さらに第7、8、9章では、北朝鮮軍第6、第3、第2師団がそれぞれ開城-汶山、東豆山-抱川、春川に向けて攻撃を開始するまでの経過が克明に追跡されている」と述べた[12]。
- 桜井浩（久留米大学教授）は、「北朝鮮の資料によって朝鮮戦争の真実を追求した本書の意義は大きい。おそらく、北朝鮮当局が公開しないかぎり、これ以上の資料は入手できないであろう。今後朝鮮戦争と北朝鮮の関連を論じようとすればかならず本書を参照しなければならないであろう。本書が朝鮮戦争の研究にたいして行ったもっとも重要な貢献はこの点であると思われる」と評した[13]。
- 元朝鮮人民軍第6師団政治保衛部責任軍官・元朝鮮人民軍初代歴史記録部長崔泰煥は、自分の属していた第6師団の文書が多数引用され、そのなかに親しい戦友の名があり「感慨無量で私は一人泣きました」と長文の手紙を寄せた[14]。

## 和田春樹批判
萩原遼は、和田春樹の『朝鮮戦争』（1995年、岩波書店）は、同じく和田の『金日成と満州抗日戦争』（平凡社、1992年）よりも売れず、さらに発行後3年で絶版となったことについて、岩波書店のような宣伝力のある出版社で売れなかったのは、著者に責任の大半があり、端的に言って中身がないからであり、金日成を攻撃しなかったから売れなかったのではなく買うに値しないからであり、中身のなさは、研究者の大切な要素である一次資料に当たっておらず、他人の著作物をノリとハサミでつなぎ合わせているからであり、朝鮮戦争に関する一次資料は、アメリカ議会図書館が所蔵する北朝鮮を一時的に占領したアメリカ軍が押収した文書及び崩壊したソ連の資料であるが、「この二つの一次資料に当たらずに和田は『朝鮮戦争』を書いた。中身のあろうはずがない」と評している。
アメリカ軍の押収した文書については、出版社経営者の在米韓国人の方善柱が、3回通覧したと称して、7点の重要資料を韓国語の活字に起こして1986年に発表したが、方善柱は朝鮮語がよくできず、間違いだらけであり、この方善柱による間違いだらけの資料を基にして和田が『朝鮮戦争』を書いたことを、萩原は「お笑いである」と評している。また、和田が、この「欠陥だらけの本」において、方善柱と和田の使った資料を萩原が盗用したと言わんばかりの主張を行なっていることに対して、萩原は『諸君!』（1995年4月号）において、事実関係の誤りを指摘した。
このなかで、萩原は、「もっとも腹にすえかねる和田氏の誹謗」として、和田の『朝鮮戦争』における次の記述を問題視している。すなわち、和田は「（萩原の）叙述の中で引用されるもっとも印象的な資料は、方善柱氏が、1987年に発掘発表し、私が1990年に紹介した資料A、B、C、D、Gなのである。にもかかわらず、萩原氏は方氏の発表資料について『これらの資料はいずれも小さな部隊のもので、師団級のものでないこと、……部隊名を解読しえていないため、どの師団に属するどの部隊かが特定できず、これらの資料を戦争全体の局面に位置づけることができないことなどによって、資料的価値を減じている』と述べるだけで、自分が引用する資料が方氏によってすでに発表されたものであることを隠している。これは研究する者のモラルに反すると言わざるをえない」（351頁）と述べていることである。
この和田の記述に対して、萩原は、「和田氏の目はどこについているのか。その4行前には私はこうのべている」として、「その後、在米韓国人学者の方善柱氏が1986年に、北による南進の証拠として米国公文書館の『奪取文書』を3度通覧して発見したという7点を公表した。もとの朝鮮語の文書も写真版で紹介されている。これ自体たいへん貴重な作業である」とのべて、萩原自身が方善柱の功績を評価しているのは明々白々であるした。
また、そもそも方善柱が発見した資料は、朝鮮戦争時にアメリカ軍が押収した文書であり、方善柱のものでも誰のものでもなく、公開された資料の幾つかを先に発見したからといって新種の彗星の如く、第一発見者の名前を冠するものではないし、方善柱は資料の出所を萩原に教えなかったため、萩原としては1990年1月から1992年6月にかけて『奪取文書』を読破してこれを発見したのであり、和田と方善柱の「一心同体ぶり」からするに、和田のこの萩原批判には方善柱の意向を反映したものであり、方善柱の発表資料は「ずさんで使いものにならない」とした。
さらに、萩原は、方善柱は秘匿名657軍の朝鮮人民軍第6師団第13連隊副部長張勲1950年6月24日の指令書のロシア語の表が読めておらず、「このていどのロシア語が読めなくて朝鮮戦争について語ることができるか」と批判したほか、対戦車地雷を指す意味も解読できていないし、日本式破壊筒を指す朝鮮語の文字を読み誤っていることから、「こんなお粗末な資料が使いものになるか」と疑問視せざるをえなかった、とした。
そして、萩原が独自にアメリカ軍の押収した文書を発見し解読したことによって、方善柱の杜撰さが明らかとなり、読者の正確な認識に寄与したのみならず、「和田氏はこのずさんな方氏の資料に全面的に依拠して今回の岩波書店刊の『朝鮮戦争』を書いた」のだとした。また、「ずさんな方氏の資料」について、和田は「これらの資料を私自身は手に取って再確認してはいないが、方氏の資料操作は信頼しうる」（12頁）と評価しているが、「研究は信仰告白ではない。研究者を自称する以上、自分の手でもとの一次資料にあたらずしてこうしたことがどうしていえるのか。世間をあざむくものではないか」と批判した。
加えて、萩原が発見したアメリカ軍の押収した文書は、1950年6月13日付けの朝鮮人民軍第6師団政治部の最高秘密文書の南侵計画書「戦時政治文化事業」であるのに対して、和田が論拠にした方善柱の発見資料7点には、師団級のものは一つもなく、すべて連隊以下のものであり、「戦争全体の局面をみるうえにはなんの役にも立た」ないのみならず、部隊の秘匿名も解読できておらず、部隊の配置された地名が特定できていないことから、「どの師団に属するどの部隊」が「どこから来てどこをめざしているのか」や、「開戦がどういうふうにおこなわれたのかが皆目わからず、まことに他愛ない内容」となっている、と批判している。
萩原は、自著『朝鮮戦争：金日成とマッカーサーの陰謀』（1993年）について、和田が著書『朝鮮戦争』（1995年）のなかで、「印象深い資料が発表されている。しかし疑問を感じる点もある。1950年10月14日付で人民軍最高司令官金日成と人民軍総政治局長朴憲永の連名で、全軍軍務員に対して退却をやめよという命令が出された。この命令は米軍が入手して、翻訳し、英文でのみ残っているものである」と評している ことについて、自身は朝鮮語の原本を発見し、コピーも手元に持っているからこそ書いたのであり、1950年10月、アメリカ・韓国連合軍が38度線を突破、平壌陥落が目前となり、錯乱した朝鮮人民軍が逃亡を始めたため、金日成と朴憲永が逃亡者は職位に関わらず処刑すべし、処刑部隊の督戦隊を組織すべしという命令を発令した「絶対秘密」「1950年10月14日、朝鮮人民軍最高司令官　命令　第○○七○号」と記されたコピーを図示したうえで、「私が発見し、げんにもっているにもかかわらず、その存在に疑問を投げかけ『英文でのみ残っているものだ』などという和田氏の言がいかに軽率な一知半解のものであるかが明白」「よく知らない者はことばをつつしむべきだろう。『英文でのみ残っているものである』などという知ったかぶりで世間をまどわせてはいけない」「善良な庶民をまどわしてはいけない」と評した。また、「疑問を感じる」ならば、萩原に対して電話や手紙で疑問を解く方法があり、実際に1994年4月に御茶ノ水駅のホームで和田と萩原は偶然会い、萩原の著書『朝鮮戦争』について話をしたのに、それらの解決策を取らずに「疑問を感じる」と記述するのは、「資料が出所不明の、なにやらうさんくさいものであるかの印象を世間に与えようとする意図」「本の価値をできるだけ小さくみせようとする意図」がある、と批判している。
このような萩原による和田批判は、その後、岩波書店関係者の間で大きな問題となり、和田の『朝鮮戦争』は4000冊刷っただけで事実上の絶版となった。これについて萩原は、「岩波と東大教授の権威をかさにきて、私を無名のジャーナリストとあなどって不当な攻撃を加えてきた報い」「一篇の雑誌の批判で事実上の絶版に追い込まれるような、吹けば飛ぶようなものを書くのではなく、なぜもっと勉強をして確かなものを書かないのか。岩波書店にも失礼ではないか」と述べたほか、和田の『朝鮮戦争』について「このていどの内容の本なら本屋での立ち読みですます」「電話帳のようにボリュームだけはあるが中身のない本を『業績』と称してエツにいっている和田氏」と批判した。
その後、和田は『朝鮮戦争全史』（岩波書店、2002年）を刊行したが、萩原は「前掲書と同工異曲の本であり、全史とはおこがましい羊頭狗肉の本」「新味のないうえに500ページもの退屈な長談義」であり、和田は『諸君!』1995年4月号の萩原による和田批判に反論しているが、萩原は「彼の反論なるものはすべて誤りないし根拠のない憶測」と断じている。なお、ここでの和田による反論は次のものだった。
1. 萩原の発見した朝鮮人民軍第6師団の南侵計画書「戦時政治文化事業」は、訓練用である。
2. 朝鮮人民軍第7師団は12師団と呼ぶのが正しい
3. 在日朝鮮人運動幹部韓徳銖が1949年6月に平壌で開催された祖国統一民主主義戦線結成大会において中央委員に選出されたのは、在日朝鮮連盟から派遣され、平壌にいたからである。

対して萩原は次の様な再反論をしている。
1. 「戦時政治文化事業」は、朝鮮人民軍が朝鮮戦争開戦直前に集結区域の38度線への移動、南侵命令の接受、韓国への侵攻、占領地の活動など文化部が行う活動を記した文書であるが、和田は「内容上とても南を解放する戦争の具体的計画書とは考えられない。この点で文書の最後に『以上提供する指導』参謀訓練時に使用さるべき戦時政治文化事業の材料に対して管下全体文化工作者は深刻に研究執行すべきであり、実際訓練課程でえた経験により本材料の内容をいっそう豊富にすることを望む』と書かれているのを従来の研究者は無視しているが、当をえない。『第3階段』には2カ所で『戦闘命令（訓練）』という表現が使われており、この文書は訓練演習用の教材であることが明らかである」とするが、萩原は「誤った認識」であり、国共内戦を戦った朝鮮系中国人部隊である朝鮮人民軍第6師団は、1949年７月に南朝鮮武力解放のために密かに北朝鮮へ派遣されたが、「戦時政治文化事業」が訓練用であるなら、わざわざ広大な中国から狭い北朝鮮に訓練へ行った後再度中国に帰国したとでもいうのか、第6師団は朝鮮戦争開戦後、開城攻撃、ソウル突入、アメリカ第24師団撃破、ディーン師団長の生け捕りなどの戦果を挙げるなど実戦のために朝鮮戦線に投入された最精鋭部隊であり、「現実をありのままに見なければならない」、和田は文書中に「訓練」とあるのを「鬼の首でも取ったかのように言うが、和田氏が開戦にいたるまでの朝鮮人民軍の動きを自分ではなに一つ調べていないことは前著でもこの新著でも明らかであるが、なにも調べずしてなぜこうしたことが言えるのか」、そもそも朝鮮戦争は北朝鮮が仕掛けたにも係わらず、アメリカ・韓国が侵略したと偽った謀略戦争であり、それ故最初から訓練を装ったのであり[25]、1950年4月28日の北朝鮮民族保衛相崔庸健発令の「夏期戦闘文化訓練」には「全軍務者は愛国的熱誠をつくして軍事政治訓練に猛進することによって共和国の民主基地を固く守り、祖国と人民が呼ぶときにはいつでも反動勢力を撃破できるように準備をととのえよ!」と命令、その訓練には南侵が企図され、「祖国と人民が呼ぶとき」に直ちに韓国を攻撃する戦時体制造りをおこなったのであり、この命令を受けて第6師団文化部が行動計画をつくったのが、「戦時政治文化事業」であり実戦の計画書であることは明らかである[24]。和田は「（6月）12日にはじめて開戦方針が説明されたのに、師団の文化部に持ち帰ってその方針を盛り込んだ文書を作成して、ガリ版刷りの12頁の冊子にして翌日出すのは無理である。物理的にも間に合うはずがない」というが、萩原は「和田氏の創作どおり」12日に開戦方針がなされたと仮定すると、13日付で冊子は出されたが、400字詰め原稿用紙25枚の1万文字程度であり、この程度なら6時間で書き上げることができ、ガリ切りを合わせて10時間ほどあれば十分であり、一晩で物理的に可能であり、「和田氏の言う『物理的に間に合わない』から南進計画書ではないという論拠はなりたたない」と批判、また和田のいう12日に開戦方針がなされたというのは「アメリカの研究者の本からの引用で、確たる証拠とはいえない。他人の説を受け入れて彼の頭の中で創作されたもの」であり、和田が南侵計画書ではなく訓練用の教材だと主張するのは、「北朝鮮が先に攻撃したことを一貫して否定し、なんとかして北を擁護したい『曲学阿北』（学を曲げて北におもねる）の徒である」ブルース・カミングスが疑問視していることに「追随」したものであり、「和田氏は、開戦にいたる過程を自分ではなに一つ調べていないから、他人の本の引用ですませている」という[26]。
2. 和田は「第7師団は第12師団というのが正しいであろう」と批判するが、萩原は「まったく正しくない」「第7師団が第12師団に名称を変えたことを彼が知らないことからくる」「完全な誤り」であり、1950年5月31日付け民族保衛省砲兵司令部指令にもとづき、第7師団は開戦前までの呼称であり、開戦後は第12師団に改称したことは「このことは常識」であると反論している[23]。和田の論拠は呂政の証言とキム・ジュンセンの証言とアメリカ軍が押収した朝鮮人民軍総参謀部偵察命令案であるが、和田は呂政の証言を「ほとんど唯一の根拠として誤った認識に固執」しており、呂政の証言は記憶違いであり、所属した825軍部隊（第7師団）は、1950年4月18日、中国から北朝鮮の元山に入った朝鮮系中国人部隊であるが、第7師団は韓国の春川を攻撃したが、韓国軍第6師団の抵抗に遭遇して攻略が大幅に遅延、金日成の怒りを買い師団長全宇は解任され崔春国に交替した際に、朝鮮人民軍の改編が行われ第7師団は廃止され第12師団に名称が変更された[26]。従って第7師団と呼称されていたのは、4月18日から名称変更の6月29日頃までの2カ月余りであり、春川攻略は6月28日、萩原の持つ825軍部隊の文書中に第12師団の名称が登場するのは6月30日であり、それ故に萩原は改称日を6月29日と推定したという[26]。これに対して和田は、「戦闘中に師団名を変える理由ありはしないのである」（135頁）と批判しているが、萩原は「和田氏の断定はまったくの虚偽」として、北朝鮮の公式朝鮮戦争史の『朝鮮人民の正義の祖国解放戦争史』には、「党は戦争勃発と同時に、新しい師団を編成し、各技術兵糧の部隊を拡大し、後備兵力の準備事業を遂行した」（39頁）とあり、新師団の編成すら戦闘中におこなっており、萩原は「北朝鮮シンパを任ずる和田氏は北の公式戦史の記述を尊重すべき」と批判している[27]。さらに元朝鮮人民軍第2軍団指揮部所属工兵将校朱栄福は著書『朝鮮人民軍の南侵と敗退』（コリア評論社、1979年）において、「今年（1950年：萩原）4月、東北から入朝し、元山で第7師団を編成、麟蹄で行動を起こした第7師団は、第12師団と改称された。同師団長全宇少将は、解任され、崔忠国（崔春国が正しい：萩原）少将がこれに代わった」（295・296頁）と述べており、また韓国側停戦委員金点坤は著書『韓国動乱』（光明出版社、1973年）において、「（春川占領）作戦の手違いに対する責任問題から……第7師団は7月3日、第12師団に改編されると同時に師団長も全宇から崔忠国に代わった」（262頁）と述べている。また元朝鮮人民軍第6師団政治保衛部責任軍官・朝鮮人民軍初代歴史記録部長崔泰煥は、萩原の記述どおり、当初は第7師団であったが、春川攻略において十分な戦果を果たさなかったために改編され、12師団に改称されたと明確に述べているという[22]。またアメリカ陸軍の公式朝鮮戦争史『南は洛東江、北は鴨緑江まで』は、「第7師団（第12師団）」と表現しており、アメリカ陸軍も第7師団が第12師団に改編されたと理解しており、萩原は「和田氏はこうしたことをまったく知らず、『第7師団は第12師団という方が正しいであろう』という。ものをいうときはまずよく調べるべきであろう。彼の軽薄さと一知半解ぶりは少々度が過ぎる」「軽率と早とちりを排し、もっと勉強」をすべしと指摘している[23]。和田はこのアメリカ陸軍の公式朝鮮戦争史について、アメリカ軍が確認できなかったことから生じている混乱と評しているが、萩原は「アメリカ軍の諜報員の不確かな報告などを引き合いに出して煩瑣な小理屈をこねている」と批判、一諜報員の報告と公式戦史とでは重みが違い「アメリカ軍が混乱しているのではなく和田氏が混乱している」「根拠のない独断」と批判している[27]。萩原は「和田氏の誤謬を打ちくだく新たな証言」として元第7師団第30歩兵連隊直属76ミリ歩兵中隊文化副中隊長池寛容は、鄭州から元山に到着したときは第7師団だったが、帰国後日が浅く、国内の地理不案内と準備不足から戦果を挙げることができず、洪川、横城を経て、原州を占領した1950年7月3日、責任を取らされて師団長の全宇は解任、第12師団になったと証言しており、池寛容の証言した連隊の秘匿名の827（第30歩兵連隊）は、萩原のもつ朝鮮人民軍の文書と正確に一致するという[27]。和田が論拠にしている呂政の証言は、戦争後40年経過した1990年に『東亜日報』紙上でおこなわれたものであり、萩原によると「事実関係に誤りが多い」という。呂政は、自らか所属していた師団の砲連隊を第12連隊というが21連隊の誤りであり、師団が元山から南へ移動開始した日付を1950年6月19日というが17日であり、麟蹄に到着した日付を6月23日というが21日であり、萩原は「決定的誤り」として、呂政は「（朝鮮戦争開戦前に）3個の38度線警備旅団が歩兵第7、第8、第9師団として改編され、咸鏡北道会寧にあった青年訓練所が歩兵師団に、第3軍官学校が戦闘部隊として編成された」というが[28]、師団の編成は開戦直後であり開戦前ではなく、師団に編成されたのは38度線警備旅団ではなく民青訓練所であり、第7・第8・第9の師団名も誤りであり、歩兵司令官武亭の1950年5月31日付け指令書には、この時点における朝鮮人民軍は、7個師団、第105戦車旅団、第1・第2・第3の3個の民青訓練所、第1軍校、582軍部隊、586軍部隊を擁しており、呂政のいう3個の38度線警備旅団は編成の対象になっておらず、萩原「呂政の証言なるものがいかにあやふやなものであるかは明瞭」と結論付けている[29]。初版が1966年であり、戦争後12年経過した製造者が多数存在した時期であり信憑性は高いという佐々木春隆『朝鮮戦争』（原書房）によると、これらの部隊は、開戦直後に第1民青訓練所が第13師団に、第2民青訓練所が第10師団に、第3民青訓練所が第15師団になったという[29]。結果萩原は「呂政の証言は誤りが多く、証言としては採用できない」と結論付けている[29]。また和田が論拠とした金中生の『朝鮮義勇軍の密入北と6・25戦争』（ミョンジ出版社、2000年）には「（北朝鮮に）入国して7師団となったが戦争時12師団に改称されたという記録は誤りである」という記述があるが、萩原はソウルにいる金中生を訪問して根拠を質したところ、その根拠は呂政の証言だと回答したという。さらに金中生の所属部隊は第6師団第15連隊であり第7師団の事情を知る立場にない、1950年4月に17歳の新兵として入隊しており部隊上層部のことを知る立場になく[29]、萩原は「和田氏の依拠する呂政、金中生両氏の証言は、歴史的事実を解明するためにはなんらの役割も果たさない」として、元朝鮮人民軍の将兵たちの記憶に混乱が生じるのは、第7師団が中国から元山に入ったのは、1950年4月18日であり、第12師団に改称されたのは同年6月であり、第7師団と称されていたのは実質2か月程度しかなく、最初から第12師団だったと思い違いが生じており、また証言が戦争後40年経過して記憶が風化していることを挙げている[30]。和田が「米軍が押収したロシア文の人民軍総参謀部偵察命令案（1950年6月18日付）には『第12師団参謀長』あてになっている」と批判したことについて、萩原は「和田氏は私への反論を7年かかって書いたが、私は数か月足らずで再反論しなければならない。とてもロシア文まで当たる余裕はない。こうした文書が出てきたというならもっと確かなものを書いて歴史の事実を明らかにしなければならない」「『部隊番号を第12師団とつけるということは、それだけ師団数が多いかのように装って、敵を威嚇するためである』などという子供の戦争ごっこのようなことを書くのではなく、また根拠のあやふやな証言を振りかざして不確かなことを書いて世の中の善良な民を惑わすのではなく、社会に貢献する確かなものを書かねばならない」として、この問題を極秘資料を発掘することも含めて明らかにすることが歴史家の責務であり、開戦直後の師団編成の時期と師団名の特定研究をおこなうべきだと指摘している[30]。和田は「（萩原は）1950年5月31日付けの砲兵司令官武亭の指令書に、第7師団と明記されているかのごとく主張しているが、氏の挙げるその種の資料には、12（萩原注：正しくは14）の指令対象部隊の7番目に第825軍部隊の名があげられているにすぎない（『北韓解放直後極秘資料』（3）、高麗書房、206頁、224頁）」（『朝鮮戦争全史』、135頁）と批判しているが、萩原は「無知による完全な誤解」「開戦前に第7師団などと部隊名を露出することが厳禁されたことを和田氏は知らないためこうした常識はずれのことをいうのだ」として、こうした誤解を予想したため原資料を刊行したのが『北朝鮮の極秘文書』（夏の書房）であり、北朝鮮は韓国を隠密に攻撃する態勢を1950年4月頃から進めており、従って師団名も秘匿として、秘匿名の3桁の数字を代号と呼称して、第1師団は115、第2師団は235、第3師団は395、第4師団は485、第7師団は825という具合に各師団の連隊・大隊まで厳格に代号の使用を徹底、萩原は「こうした数字では読者は混乱するから私の解読した部隊名を書いたまで」であり、秘匿名に隠された部隊名を割り出したのは萩原であり、和田も恩恵を受けており、和田の著作『朝鮮戦争』では隠された部隊名をひとつも知らなかったが『朝鮮戦争全史』では萩原の割り出した部隊名を使って多少は整理されていると評している[31]。
3. 和田は「金天海は翌1950年平壌に渡ったときには、労働党の社会部長になり、祖国戦線議長にもなっている」（85頁）と記述しているが、萩原によると「すべて間違い」であり、労働党の社会部長になったのは1951年11月の労働党第2期第4回全員会議、祖国戦線議長になった日は特定できない、祖国戦線議長団の肩書で最初に登場するのは1953年9月13日の平壌からの放送演説であり[31][32]、萩原は「決定的誤り」として、1949年6月25日から28日に開催された祖国統一民主主義戦線結成大会で、在日朝鮮人運動の小幹部の韓徳銖が大幹部の金天海や朴恩哲をさしおき中央委員に選出されたことを和田は「当時朝連から平壌に派遣されていた韓徳銖が中央委員に選ばれたのである」（57頁）とするが、萩原は「なんの論証もない」として、和田が根拠に挙げた『祖国統一民主主義戦線結成大会文献集』にも朝連が韓徳銖が平壌に派遣したとの記述はなく、公安調査庁朝鮮担当の坪井豊吉の内部資料『在日朝鮮人運動の概況』には、「（韓徳銖は）また（昭和）24年夏には北鮮に密航して祖国統一民主主義戦線の中央委員になったお礼にいってきた」という記述が韓徳銖の動向を伝える唯一であり、「朝連が韓徳銖を派遣したという和田氏はその根拠を示すべきだ。示さずに断定するならば根も葉もない捏造といわれても仕方あるまい」と批判している[33]。朝連から派遣され、祖国統一民主主義戦線の中央委員に推挙するなら在日朝鮮人運動の最高指導者かつ朝連顧問の金天海が任命されるべきであるが、韓徳銖が在日朝鮮人から唯一中央委員に任命されたことが「金日成の陰謀」であったというのが萩原の見解であるが、和田は「なぜ陰謀なのか説得的でない」（85頁）と批判しているが、萩原は『北朝鮮に消えた友と私の物語』（文藝春秋、1998年）を読めば理解できるし、金日成は工作員南信子を日本へ派遣、南信子は韓徳銖との間に生まれた子と平壌で暮らしており、韓徳銖は死ぬまで朝鮮総連幹部に隠れて仕送りを続けており、このような工作の結果金日成は韓徳銖を取り込み、南信子を通じて平壌に人質を取り在日朝鮮人10万人を労働力として北朝鮮におびき寄せたのであり、「説得的であるからこそこれまでに10万部近く売れているのだ」「なにも知らずに和田氏が憧れる金日成と北朝鮮はそれほど甘い相手ではない」と批判している[33]。

結論として萩原は、「私への反論の材料がよほどなかったとみえて朝鮮戦争とは関係のない私の著書『北朝鮮に消えた友と私の物語』まで引き合いに出して反論したつもり」になっているが、「すべて虚偽か根拠のない憶測」であり、「私への反論なるものは、ただの一つの真実もなく、すべて誤りか、根拠のない憶測、創作のたぐいである。反論に7年もかけてこの体たらくである。なぜもっと勉強をして確かなものを書かないのか」、和田は『朝鮮戦争』に対して萩原が「激しい非難を浴びせた」と「まるで被害者のように装う」が、事実は和田と方善柱が発見した資料を「（萩原が）剽窃したかのごとく主張した和田氏の前著の名誉棄損にたいし、私が限定的に反論したにすぎない。今回の新著でも私にわびる言葉はない。和田、方善柱両氏による資料なるものは使い物にならないお粗末なもの」と評している。その後萩原は『諸君!』（2003年8月号）において、「かれ（『朝鮮戦争全史』）のすべての謬論を事実をあげて完膚なきまでに論破した」「いまだに何の音沙汰もない。ふだんはどんな小さな批判にも大仰に反論するが、勝ち目がないとだんまりを決め込むのが彼の癖である。今回の『北朝鮮本をどう読むか』で、『朝鮮戦争全史』でおこなった私への言いがかりを繰り返しているが、まず私の反論にきちんと答えるのが礼儀ではないか」、萩原の反論などもあり、岩波書店は『朝鮮戦争』を4000部刷ったところで中止したが、「今回の新著は、もう一度チャンスを与えようという岩波書店の温情であろうが、いいかげんなことを垂れ流す和田氏の原稿をチェックする見識ある編集者は岩波にはいないのだろうか」と批判、朝鮮戦争は北朝鮮が韓国を侵略したのか或いは韓国が北朝鮮を侵略したのかが最大の争点だが、「この問題では和田氏はなに一つ貢献していない。北朝鮮の文書と同じく重要なロシア側の文書も和田氏が集めたものは一つもない。産経新聞の名雪雅夫モスクワ特派員の発掘した文書や、アメリカの研究者ウィザースビー（Kathryn Weathersby、ジョンズ・ホプキンス大学）女史が集めた100点以上の旧ソ連の資料の提供をうけて和田氏はこの本を書いた。なぜ一つぐらい自分で発掘しないのか」「自分は何一つ手を汚さず、多くの研究者の辛苦の研究によって事実が明らかになったあとでああだこうだと論ずる学者のあと知恵を私は好まない。和田氏は、他人の書いた本を積み上げ、机に座ってハサミとのりで切り刻み、つなぎあわせ、尊大にコメントするだけである。『論証がない』『正しくない』『説得的でない』……いったい何様のつもりなのか」「朝鮮戦争全史を書くには30年早い。和田氏の新著もこれまでの朝鮮戦争研究書籍解題の域を出ない。羊頭狗肉である」と批判している。
和田は「北朝鮮が武力統一を望んで、南を攻撃したことはすでにわかっていたこと」と述べているが、萩原は「わかっていたならなぜそれを立証しないのか。それをあえてしないところにカミングスや和田氏のように開戦責任を曖昧にしようとする特殊な政治的立場がある。これなら北朝鮮にとって痛くもかゆくもない。どころかむしろ北当局に大いに喜ばれ」ると批判している。
萩原は自著『朝鮮戦争　金日成とマッカーサーの陰謀』について、和田が「（萩原の）本の最大の貢献は、開戦時の北朝鮮人民軍の部隊のカムフラージュ番号の解読に成功したことである」と評したことに対し、同書は、1. 朝鮮戦争の開戦が北人民軍の周到な準備のすえの奇襲攻撃によっておこなわれたことを彼らの極秘資料に使って全面的に解明したこと、2, 朝鮮戦争という数百万人もの人命を犠牲にした大戦争の開戦責任、放火者はだれかを明らかにしたこと であるとして、和田の評価は「的はずれである。たんに的はずれというより意図的に的をはずしている」とし、その目的は「本の価値を低めるためであり、読者を誤導ため」であるとした。
萩原は、和田の萩原に対する反論は「あれが足りない、これが抜けている、と重箱の隅をつつくあら捜し」であり、和田の著作は年表を綴るように事項を並べているが、「私はもともと年表など書くつもりはないのだ。凡庸な学者がおのれの甲羅に似せて穴を掘るのは、それはそれでよい。だが、それをジャーナリストの仕事にまで当てはめさせようとお門ちがいもはなはだし」く、萩原が朝鮮戦争における北朝鮮の戦先攻を北朝鮮の内部文書で明らかにしたことが、「和田はそれが口惜しく、自分も1990年に主張していたという。朝鮮語の一次資料にも当たらない者が、そして当たるだけの朝鮮語の力のない者が、なぜそういうことが言えるのか。事実と資料による裏づけのないものはただの駄法螺にすぎない。これなら研究はいらない。子供でも言えるのだ」として、和田の萩原への非難は「すべてデマか根拠のない憶測」「これが研究者とか学者を名乗る人間の言辞であろうか」と批判している。萩原は、和田は「拉致は証拠がない」とデマを書いたことから、国民的な反発を受けたが、その核心は「和田は人を非難するなら、なぜ直接その人に取材をしないのか、取材すれば誤報や誤解は防げたはずだ」というものであり、対して和田の答えは「取材したから真実がわかるものでもない、真実の探求などどうでもいい」というものであり、「自分の主観的判断を至上とするきわめて傲慢な言いぐさ」であり、萩原は和田のデマの手口として①あからさまなデマを流す②つまらぬ部分を褒めて重要なものを無視することにより読者の目をくらませる③表むき評価するとみせかけてその裏でけなす④デマを垂れ流すのに必須の要件は取材や真実究明の作業をしないことを挙げており、佐々木春隆（防衛大学校教授）・小此木政夫・桜井浩（久留米大学教授）らの『朝鮮戦争　金日成とマッカーサーの陰謀』への評と和田の「最大の貢献は人民軍部隊のカムフラージュ番号の解読」という評との乖離が大きいことは「あえて異をたてて私の成果のごくささいなものを誉め真の功績を黙殺するのは、私の本の意義を低め、読者の目をくらますため」「手のこんだある種の政治的狙いをもっている」「この一文が一貫してプロのデマゴーグの手法にのっとている」 として、和田は萩原が和田及び方善柱の資料を使用しながらそのことを隠しておりモラルに反するという批判は①あからさまなデマを流すに該当、「萩原の最大の貢献はカモフラージュ番号の解読」だというのは②つまらぬ部分を褒めて重要なものを無視することにより読者の目をくらませるに該当し、和田が学者らしく公平さで萩原を評価していると錯覚させ、もっとも重要な箇所から目を背けさせる効果を狙っており、和田の「印象深い資料である」と誉めておきながら「疑問に感じる」と腐す行為を、萩原は「本全体にうさんくさい印象を与える」「小細工」と批判している。また萩原は「（和田が）デマと中傷だけをこととする支離滅裂な文章を発表」してデマゴーグ役を買った理由を「私の本で打撃をうけた者とはいうまでもなく北朝鮮の金日成・金正日父子と朝鮮労働党である。彼らの40余年にわたる国家的虚偽を私の本は白日の下にさらした」ことを挙げており、「私の本にもっとも打撃をうけた者や組織の意向を代弁」するために「彼ら（金日成・金正日・朝鮮労働党）の憎悪が和田氏の一文に反映」しており、「一文で彼はあきらかに北側の意向を代弁することで自身の正体をかなり鮮明」にして、和田が『思想』（1990年9月号）掲載論文を発表した後の1991年1月に平壌に招かれて、黄長燁と懇談して歓待されており、和田は著書『金日成と満州抗日戦争』（1992年、平凡社）の前書きに「私の論文を読んで平壌に招いて下さった黄長燁先生と討論して下さったヒョン・ドゥヒョク、チェ・ジンヒョク先生たち……に深く感謝したい」と記しており、萩原は「黄長燁らはこれにも当然目をとおしている。そのうえで乏しい外貨事情のなかから和田氏を平壌に招き、ごちそうし、歓待した。その意図は明白である。和田氏になにかを期待しているのである。彼らがタダ飯を食わせることはけっしてない」として、その目的を萩原は「和田氏の一連の著作が平壌政権にとって好ましいからである。朝鮮戦争についての和田氏の『研究』なるものが他愛もないもので、北朝鮮にとって痛くもかゆくもないどころかむしろ彼らにとって好ましいものであることはすでにのべた。この線で大いにやってほしいということであろう」と推測している。さらに萩原は、和田が平壌に歓待された1991年1月は、ベルリンの壁の崩壊、ニコラエ・チャウシェスク、エレナ・チャウシェスク夫妻の処刑の1年後であり、「北の最大の後楯ソ連の崩壊のはじまりという北朝鮮にとって存亡の危機の時期」であり、「その時期に乏しい外貨を割いて北朝鮮が和田氏を招いたのは、彼らの生き残りをかけた必死の工作の一環」であり、政治家の賄賂やジャーナリストの取材先との癒着と同様に、「（北朝鮮は、社会主義国のなかでも最悪の独裁国家であり、国中が監獄といっても過言ではない人民抑圧、人権抹殺の国である）独裁国家と親しい関係を結ぶなどとは、あってはならないこと」「その国の最高指導者の一人と親しくメシを食うなどは論外」「デマと中傷の一文をみるにつけ、タダ飯を食うとこういう汚いこともやらされるということを和田氏は肝に銘じるべき」と厳しく指弾、岩波書店に対しても「意図的な文書の流布に手を貸したことは、社会の公器としての出版を悪用する行為」であり、事情を賢察、良識ある措置を講じるべしと直言している。

## 著書

### 単著
- 『韓国の知識人と金芝河』青木書店、1977年2月。ISBN 4-250-77017-6。※井出愚樹名義
- 『民主主義よ君のもとに　韓国全斗煥体制下の民衆』新日本出版社、1986年10月。ISBN 4-406-01454-3。
- 『ソウルと平壌』大月書店、1989年10月。ISBN 4-272-21054-8。
  - 『ソウルと平壌』文藝春秋〈文春文庫〉、1998年10月。ISBN 4-16-726004-2。『ソウルと平壌』（大月書店、1989年刊）の増補版。
- 『朝鮮戦争　金日成とマッカーサーの陰謀』文藝春秋、1993年12月。ISBN 4-16-348310-1。
  - 『朝鮮戦争　金日成とマッカーサーの陰謀』文藝春秋〈文春文庫〉、1997年6月。ISBN 4-16-726003-4。
- 『「朝鮮戦争」取材ノート』かもがわ出版、1995年6月。ISBN 4-87699-183-9。
  - 『朝鮮と私　旅のノート』文藝春秋〈文春文庫〉、2000年4月。ISBN 4-16-726005-0。『「朝鮮戦争」取材ノート』（かもがわ出版、1995年刊）の増補版。
- 『北朝鮮に消えた友と私の物語』文藝春秋、1998年11月。ISBN 4-16-354590-5。
  - 『北朝鮮に消えた友と私の物語』文藝春秋〈文春文庫〉、2001年5月。ISBN 4-16-726006-9。
- 『拉致と核と餓死の国北朝鮮』文藝春秋〈文春新書〉、2003年3月。ISBN 4-16-660306-X。
- 『金正日 隠された戦争　金日成の死と大量餓死の謎を解く』文藝春秋、2004年11月。ISBN 4-16-366480-7。
  - 『金正日 隠された戦争　金日成の死と大量餓死の謎を解く』文藝春秋〈文春文庫〉、2006年11月。ISBN 4-16-726007-7。
- 『北朝鮮 金王朝の真実』祥伝社新書、2012年3月。ISBN 978-4-396-11271-4。

### 編・共著
- 編著『淫教のメシア・文鮮明伝』晩聲社、1980年3月。
- 深田祐介共著『北朝鮮・狂気の正体　金王朝の謀略と崩壊の行方』扶桑社、2003年1月。ISBN 4-594-03854-9。
- 井沢元彦共著『朝鮮学校「歴史教科書」を読む』祥伝社新書、2011年11月。ISBN 978-4-396-11257-8。

### 翻訳
- 金芝河『長い暗闇の彼方に』渋谷仙太郎（ペンネーム）訳で刊行、中央公論社、1971年12月。
- 『南朝鮮の反日論　日本の新膨脹主義批判』渋谷仙太郎 編訳、サイマル出版会、1973年。
- 金芝河『金芝河作品集（全2巻）』井出愚樹（ペンネーム）訳で刊行、青木書店、1976年。
- 李恒九『小説 金日成 上』文藝春秋、1994年9月。ISBN 4-16-315090-0。
  - 李恒九『小説 金日成 下』文藝春秋、1994年9月。ISBN 4-16-315100-1。
- 黄長燁『金正日への宣戦布告　黄長燁回顧録』文藝春秋、1999年2月。ISBN 4-16-354980-3。
  - 黄長燁『金正日への宣戦布告　黄長燁回顧録』文藝春秋〈文春文庫〉、2001年4月。ISBN 4-16-765105-X。
- 黄長燁『狂犬におびえるな　続・金正日への宣戦布告』文藝春秋、2000年1月。ISBN 4-16-355960-4。
- 成蕙琅『北朝鮮はるかなり　金正日官邸で暮らした20年 上』文藝春秋、2001年2月。ISBN 4-16-357160-4。著者は金正男のおば
  - 成蕙琅『北朝鮮はるかなり　金正日官邸で暮らした20年 下』文藝春秋、2001年2月。ISBN 4-16-357170-1。
    - 成蕙琅『北朝鮮はるかなり　金正日官邸で暮らした20年』文藝春秋〈文春文庫〉、2003年2月。ISBN 4-16-765131-9。改訂版
- 尹大日『北朝鮮・国家安全保衛部　金王朝を支える恐怖の人民抑圧システム』文藝春秋、2003年4月。ISBN 4-16-359620-8。
- パンジ『告発　北朝鮮在住の作家が命がけで書いた金王朝の欺瞞と庶民の悲哀』磐崎文彰編、かざひの文庫、2016年6月。短編小説集7篇

### その他出版活動
- 関貴星『楽園の夢破れて』北朝鮮帰国者の生命と人権を守る会関西支部、1997年3月。ISBN 4-7505-9708-2。 - 『楽園の夢破れて　北朝鮮の真相』（全貌社、1962年刊）の復刻版。
- 萩原遼『米国・国立公文書館所蔵 北朝鮮の極秘資料』 上・中・下、夏の書房、1998年。ISBN 978-4-88853-014-9。 - 自費出版。新版2008年
  - 上巻「ソ連占領下の北朝鮮と朝鮮共産党」ISBN 978-4-88853-011-8
  - 中巻「朝鮮戦争を準備する北朝鮮」ISBN 978-4-88853-012-5
  - 下巻「南進から平壌陥落まで」ISBN 978-4-88853-013-2
- 『脱北帰国者』北朝鮮帰国者の生命と人権を守る会、2007年。
- 『光射せ！』創刊1号　北朝鮮収容所国家からの解放を目指す理論誌、北朝鮮帰国者の生命と人権を守る会、2007年12月 - 
  1. 2号（2008年10月3日）
  2. 3号（2009年 4月18日）
  3. 4号（2009年12月10日）
  4. 5号（2010年 7月10日）
  5. 6号（2010年12月 6日）
  6. 7号（2011年 6月 6日）
  7. 8号（2011年12月 6日）
  8. 9号（2012年 6月 5日）
  9. 10号（2012年12月 1日）
- 朝鮮高校への税金投入に反対する専門家の会 編『朝鮮高級学校教科書　現代朝鮮歴史（日本語訳）高級1』 1巻、星への歩み出版、2010年。
- 朝鮮高校への税金投入に反対する専門家の会 編『朝鮮高級学校教科書　現代朝鮮歴史（日本語訳）高級2』 2巻、星への歩み出版、2010年。
- 朝鮮高校への税金投入に反対する専門家の会 編『朝鮮高級学校教科書　現代朝鮮歴史（日本語訳）高級3』 3巻、星への歩み出版、2010年。
- 朝鮮高校への税金投入に反対する専門家の会 編『朝鮮中級学校教科書　朝鮮歴史（日本語訳）中級2-3』 3巻、星への歩み出版、2011年。
- 『拉致と真実』「北朝鮮の軍事独裁体制＝朝鮮総連と闘う情報誌」萩原遼責任編集。

1. 創刊1号（2014年03月10日）
2. 2号（2014年09月08日）
3. 3号（2014年12月09日）
4. 4号（2015年03月30日）
5. 5号（2015年0７月01日）
6. 6号（2015年10月01日）
7. 7号（2016年01月27日）
8. 8号（2016年05月09日）
9. 9号（2016年07月04日）
10. 10号（2016年11月14日）
11. 11号（2017年03月10日）
12. 12号（2017年08月22日）